# Juan de Avellaneda
Juan de Avellaneda Temiño (Quintanapalla, s. XVI – Nuevo Reino de Granada, s. XVI.) fue un conquistador y militar español. Alcalde de Bogotá en dos ocasiones en 1550.

## Biografía
Nació en Quintanapalla (Burgos), participó en la conquista de la Nueva Granada (actual Colombia), y en la conquista de Venezuela.  Llegó al territorio chibcha en 1537 con el ejército de Nicolás Federmann. Fue capitán y alcalde de Bogotá en 1550 y en 1555, encargado de buscar minas de oro en la provincia de los Guayupes, donde realizó el hallazgo y decidió poblar las riveras del Río Ariari en San Juan de los Llanos, desde donde dirigió expediciones a la provincia de los eperiguas.
Dividió a sus hombres entre los caudillos Francisco de Bastidas y Francisco Barba en el Río Herradura, y el resto con Alonso de Ortega, pero al ser atacados por los indígenas debieron reagruparse.
Avellaneda siguió sus exploraciones por el río Oma, el río Guayare, el valle de San Jerónimo donde fundó un poblado llamado Burgos, nombró oficiales de gobierno, pero por falta de provisiones atravesaron la cordillera hasta llegar al valle de la Tristura, en el Alto Magdalena, donde los soldados se dispersaron, y se dio por finalizada la jornada.